# 니잠 알물크

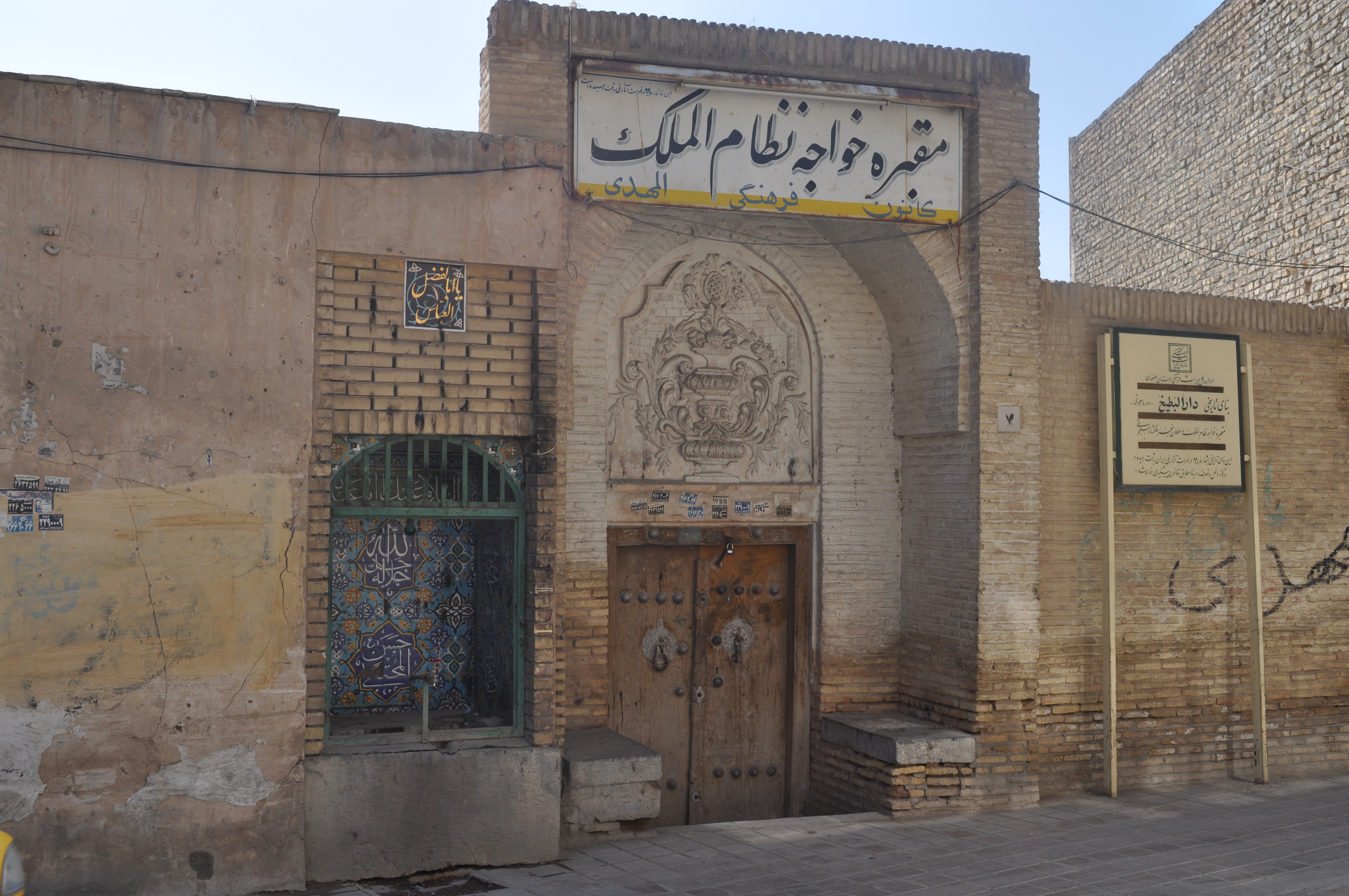

아부 알리 알하산 알투시 니잠 알물크 혹은 호자 니잠 알물크 알투시(1018년~1092년, 페르시아어: خواجه نظام‌الملک طوسی)는 셀주크 왕조 제2대와 제3대 술탄을 섬기고 왕조의 전성기를 구축한 명재상인 동시에 페르시아인 학자이다.
그가 제3대 말리크샤 1세를 위하여 쓴 『시야사트나마』라는 명저로 알려져 있다. 그는 학예(學藝)를 보호 장려하고 각지에 학교를 세웠는데 이것들은 어느 것이나 니자미야란 이름으로 불리었다.
그 중에서도 바그다드의 학원이 최고의 지위를 차지했다. 이슬람 최대의 신학자 가잘리도 초빙되어 여기서 강의했다. 그는 제국의 실질적인 경영자였다.

## 생애
이란의 투스에서 태어났으며, 공직 생활을 가즈나 왕조 밑에서 시작했다. 니잠 알물크는 서력 1059년에 호라산 지방의 최고 행정관으로 등용되었다.
1063년 이후로 그는 재상으로서 셀주크 가문을 받들었는데, 이 지위는 알프 아르슬란(서기 1063년-1072년)과 말리크샤 1세(1072년-1092년)의 치세 내내 유지되었다. 그는 셀주크 제국의 행정 체계에 위대한 영향을 끼쳤는데, 이 때문에 니잠 알물크, 즉 "국가의 질서the order of state"라는 칭호를 받았다.
그는 압바스 왕조와 셀주크 가문 사이의 정치적 간극을 이어주는 가교가 되어 두 왕조가 처음에는 부이 왕조에, 후에는 파티마 왕조에 공동 대응토록 하는데 핵심적인 역할을 했다.
그는 바그다드의 니자미야로 대표되는 많은 수의 공립 학교를 여러 도시에 세운 것으로 유명하다. 참고로, 니자미야라는 명칭은 그의 사후에 붙은 것이다. 이 학교들은 유럽에 설립된 여러 대학들의 전임자이자 모형이 되었다.
알프 아르슬란의 사후 3대 술탄인 말리크 샤가 즉위하자 삼촌인 카부르트가 반란을 일으켰는데, 말리크 샤는 카부르트의 군대를 격파한 후에 그를 살려주려고 했으나 니잠 알물크가 후환을 남기면 안 된다고 반대하였으며 결국 카부르트와 그의 아들들은 전부 사형당했다.
이후 니잠 알물크는 말리크 샤를 보좌하면서 제국의 중앙 집권과 투르크인들의 정착, 투르크 지도자들의 권력 억제, 페르시아 관료제의 확립, 수니파와 시아파의 중재, 아바스 칼리프와의 관계 개선 등의 정책을 펼치며 셀주크 제국의 전성기를 이끌었다.
또한, 니잠 알물크는 그의 정치 사상에 관해 기술한 시야사트나마라는 방대한 양의 논문으로도 유명하다. 이 이외에 다스투르 알우자라(Dastur al-Wuzarā)라는 책을 자신의 아들인 아볼파뜨 파크르-올-말렉을 위해서 썼다. 참고로 이 책은 유명한 책인 카부스 나마Qabus nama와는 관련이 없다.
그러나 1092년 이스파한에서 바그다드로 가는 도중 라마단의 10번째 날에 암살당했다.
주류 문헌들은 그가 가마를 타고 이동하던 도중에 페르시아의 나하반드에 있던 악명높은 하산-이 사바흐가 보낸 암살단파의 단원이 찌른 단검에 의해 사망했다고 증언했는데 이 암살자는 데르비시로 위장해서 그에게 접근했다고 한다.

## 암살자
호르헤 루이스 보르헤스는 이에 대한 흥미로운, 하지만 출처가 불분명한 설명을 한적이 있다. 이 이야기에 따르면, 니잠 알물크가 젊을때(당시에 그는 압둘 카셈이라고 불리었다) 자신의 친구들인 오마르 하이얌과 하산-이-사바흐와 어떤 약속을 했다고 한다.
이 약속은 그들 중 한 사람이 유명해진다면, 그 사람은 반드시 남은 두 사람을 돕기로 했다는 것이다. 니잠 알물크는 술탄 알프 아르슬란에게 재상으로 등용됨으로써 세 명 중 가장 먼저 유명해졌다. 위의 약속에 따라 그는 두 친구 모두를 궁정에서 꽤 높은 지위로 임명했다.
오마르는 이 제안을 거절하는 대신 자신의 연구를 지원해줄것을 부탁했고, 니잠 알물크는 이 요청을 수락했다. 하지만 하산은 오마르와 달리 이 제의를 받아들였다. 하지만 그는 재상을 몰아낼 음모를 꾸몄고, 재상은 술탄의 앞에서 그에게 굴욕을 주었다. 이에 분개한 하산은 이스파한을 떠났다. 그래서 하산은 알라무트의 성채로 도망가서 그곳을 정복한 뒤에 암살단파를 창립했다는 것이다.
암살에 대한 또 다른 견해는 당시 재상과 대립중이던 말리크샤 1세에 의해 비밀리에 죽임을 당했다는 것이다. 그 뒤에 일어난 술탄이 재상이 설립한 학교, 니자미야에서 암살 당한것은 이에 대한 보복이라는 것이다. 이 가설은 말리크샤 1세와 니잠 알물크의 오랜 협력 때문에 많은 반박을 받았다.
니잠 알물크의 사위인 무카틸 빈 아티야Muqatil bin Atiyyah가 제기한 또 다른 설에 의하면, 재상이 암살당한 해에 수니파와 시아파 학자들 사이에 토론이 있었는데, 이때 수니파와 시아파의 사이를 중재하는 데 실패했기 때문에 말리크 샤와 니잠 알물크가 같은 해에 암살당했다는 것이다. 무카틸은 이 논쟁에 참여했다고 한다.

## 같이 보기
- 알프 아르슬란
- 페르시아 문학